# Ochotona sikimaria
Ochotona sikimaria — вид зайцеподібних гризунів з родини пискухових (Ochotonidae).

## Таксономічна примітка
Таксон відокремлений від O. thibetana; включає dabashanensis і xunhuaensis; раніше включав O. sacraria.

## Морфологічна характеристика
Ochotona sikimaria за зовнішніми характеристиками та розмірами черепа суттєво не відрізняється від Ochotona thibetana та Ochotona cansus. Види були розмежовані виключно на основі генетичних і молекулярно-біологічних характеристик.

## Поширення
Країни проживання: Індія, Бутан, Китай.

## Спосіб життя
Живе у високих горах Гімалаїв приблизно від 2600 до майже 5000 метрів. Як і всі пищухи, Ochotona sikimaria харчується рослинним матеріалом, ймовірно, використовуючи ущелини скель як схованки та нори.